# Пристанино
Пристанино — деревня в Волоколамском районе Московской области России.
Относится к сельскому поселению Чисменское, до муниципальной реформы 2006 года относилась к Чисменскому сельскому округу. Население — 22 человек (на 2010 год).

## Расположение
Деревня Пристанино расположена примерно в 18 км к востоку от центра города Волоколамска, на правом берегу реки Большой Сестры (бассейн Иваньковского водохранилища), у автодороги, соединяющей Волоколамское шоссе и Р107 Клин — Лотошино. Ближайшие населённые пункты — деревни Золево, Горки и Кутьино. Связана автобусным сообщением с райцентром.

## Исторические сведения
Упоминается в грамоте 1543 года.
В «Списке населённых мест» 1862 года Пристанино — казённая деревня 1-го стана Клинского уезда Московской губернии по левую сторону Волоколамского тракта, в 44 верстах от уездного города, при реке Сестре, с 25 дворами, фабрикой и 188 жителями (76 мужчин, 112 женщин).
По данным на 1890 год входила в состав Калеевской волости Клинского уезда; численность населения составляла 231 человек.
В 1913 году — 39 дворов, бумаго-ткацкая фабрика и мукомольная мельница.
В 1917 году Калеевская волость была передана в Волоколамский уезд.
По материалам Всесоюзной переписи населения 1926 года — деревня Горковского сельсовета Калеевской волости Волоколамского уезда, проживало 195 жителей (89 мужчин, 106 женщин), насчитывалось 40 крестьянских хозяйств, имелась школа.
С 1929 года — населённый пункт в составе Волоколамского района Московской области.

## Население
| 1852 | 1859 | 1890 | 1926 | 2002 | 2006 | 2010 |
| ---- | ---- | ---- | ---- | ---- | ---- | ---- |
| 174  | ↗188 | ↗231 | ↘195 | ↘10  | ↘7   | ↗22  |

## Уроженцы
- Бутаков Иван Филимонович (1925 г.р., д. Пристанино) — награжден медалью «За боевые заслуги».[18]
- Евграфов Виктор Михайлович (1920 г.р., д. Пристанино) — кавалер Ордена Красной Звезды и Ордена Отечественной войны II степени.[19]
- Евграфов Петр Гаврилович (1911 г.р., д. Пристанино) — кавалер Ордена Отечественной войны II степени.[20]
- Кабанов Иван Матвеевич (1922 г.р., д. Пристанино) — кавалер Ордена Отечественной войны I степени.[21]
- Кабанов Петр Иванович (1907 г.р., д. Пристанино) — кавалер Ордена Красной Звезды.[22]
- Крюков Василий Александрович (1923 г.р., д. Пристанино) — кавалер Ордена Отечественной войны II степени.[23]
- Налимов Алексей Николаевич (1910 г.р., д. Пристанино) — кавалер Ордена Красной Звезды и Ордена Отечественной войны II степени.[24]
- Налимов Анатолий Трофимович (1923 г.р., д. Пристанино) — кавалер Ордена Отечественной войны II степени.[25]
- Налимов Михаил Григорьевич (1924 г.р., д. Пристанино) — кавалер Ордена Красной Звезды.[26]
- Налимов Михаил Константинович (1915 г.р., д. Пристанино) — кавалер Ордена Красной Звезды и Ордена Отечественной войны I степени.[27]
- Никитин Валентин Степанович (1920 г.р., д. Пристанино) — кавалер Ордена Красной Звездыны.[28]
- Погодин Евгений Васильевич (1925 г.р., д. Пристанино) — кавалер Ордена Отечественной войны II степени.[29]
- Погодин Михаил Николаевич (1925 г.р., д. Пристанино) — награжден медалями «За отвагу», медалью «За взятие Кенигсберга» и медалью «За победу над Германией в Великой Отечественной войне 1941–1945 гг.».[30]
- Строганов Иван Петрович (1923 г.р., д. Пристанино) — кавалер Ордена Отечественной войны II степени.[31]
- Хренов Федор Сергеевич (1923 г.р., д. Пристанино) — кавалер Ордена Славы III степени.[32]
- Шевандронов Николай Сергеевич (1900 г.р., д. Пристанино) — кавалер Ордена Красной Звезды и Ордена Отечественной войны II степени.[33]
- Шурыгина Екатерина Григорьевна (1911 г.р., д. Пристанино) — кавалер Ордена Отечественной войны II степени.[34]